# Yvonne Caffin
Pour les articles homonymes, voir Caffin.
Yvonne Caffin est une costumière britannique née le 17 mai 1904 à Johannesbourg (Afrique du Sud) et morte le 10 juillet 1985 dans le comté de Glamorgan (pays de Galles).

## Filmographie (sélection)
- 1948 : Miranda de Ken Annakin
- 1948 : Here Come the Huggetts de Ken Annakin
- 1949 : The Huggetts Abroad de Ken Annakin
- 1949 : Vote for Huggett de Ken Annakin
- 1950 : Égarements (The Astonished Heart) de Terence Fisher et Antony Darnborough
- 1950 : Blackmailed de Marc Allégret
- 1950 : La Femme en question (The Woman in Question) d'Anthony Asquith
- 1951 : L'Ombre d'un homme (The Browning Version) d'Anthony Asquith
- 1952 : Enquête à Venise (Venetian Bird) de Ralph Thomas
- 1953 : Week-end à quatre (A Day to Remember) de Ralph Thomas
- 1953 : Le Roi de la pagaille (Trouble in Store) de John Paddy Carstairs
- 1954 : Toubib or not Toubib (Doctor in the House) de Ralph Thomas
- 1954 : Évasion (The Young Lovers) d'Anthony Asquith
- 1955 : Deux Anglais à Paris (To Paris with Love) de Robert Hamer
- 1955 : La Femme pour Joe (The Woman for Joe) de George More O'Ferrall
- 1955 : L'Abominable Invité (As Long as They're Happy) de J. Lee Thompson
- 1955 : An Alligator Named Daisy de J. Lee Thompson
- 1956 : Whisky, vodka et jupon de fer (The Iron Petticoat) de Ralph Thomas
- 1959 : Aux frontières des Indes (Northwest Frontier) de J. Lee Thompson
- 1959 : Les 39 Marches (The 39 Steps) de Ralph Thomas
- 1961 : Le Cavalier noir (The Singer Not the Song) de Roy Ward Baker
- 1963 : Docteur en détresse (Doctor in Distress) de Ralph Thomas
- 1967 : Fantasmes (Bedazzled) de Stanley Donen
- 1969 : L'Étoile du sud (The Southern Star) de Sidney Hayers et Orson Welles
- 1970 : L'Exécuteur (The Executioner) de Sam Wanamaker